# Bellapiscis medius
Bellapiscis medius és una espècie de peix de la família dels tripterígids i de l'ordre dels perciformes. Va ser descrit per Albert Günther el 1861.

## Morfologia
- Els adults poden assolir 7,5 cm de longitud total.[2][3]

## Alimentació
Menja mol·luscs i crustacis.

## Hàbitat
És un peix marí, de clima temperat i demersal que viu entre 0-5 m de fondària.

## Distribució geogràfica
Es troba a Nova Zelanda.

## Observacions
És inofensiu per als humans i pot respirar aire quan es troba fora de l'aigua.